# Sandro Maierhofer
Sandro Maierhofer (ur. 31 maja 1985 w Vaduz) – liechtensteiński piłkarz występujący na pozycji obrońcy, reprezentant Liechtensteinu w latach 2003–2006.

## Kariera klubowa
Grę w piłkę nożną rozpoczął w wieku 8 lat w szkółce FC Balzers. W 2002 roku włączono go do kadry pierwszego zespołu. W latach 2002–2011 rywalizował w barwach tego klubu na IV i V poziomie rozgrywkowym w Szwajcarii. Czterokrotnie dotarł z FC Balzers do finału Pucharu Liechtensteinu (2002/03, 2003/04, 2005/06, 2007/08), we wszystkich przypadkach przegrywając w decydującym meczu z FC Vaduz.

## Kariera reprezentacyjna
W 2003 roku rozegrał 4 spotkania w reprezentacji Liechtensteinu U-19, w których zdobył 3 bramki. W 2006 roku zanotował 2 występy w kadrze U-21 w eliminacjach Mistrzostw Europy 2007 przeciwko Irlandii Północnej.
7 czerwca 2003 zadebiutował w seniorskiej reprezentacji Liechtensteinu prowadzonej przez Ralfa Loose w przegranym 1:3 meczu z Macedonią w eliminacjach Mistrzostw Europy 2004. Ogółem w latach 2003-2006 rozegrał w drużynie narodowej 9 spotkań, nie zdobył żadnego gola.